# 1904年夏季奧林匹克運動會袋棍球比賽
1904年夏季奥林匹克运动会在美国聖路易斯舉行，袋棍球是項目之一。該屆奧運會為第三屆現代奧運會，亦是首届有袋棍球比賽。有三隊男子球隊參與比賽，兩隊來自加拿大，一隊來自美國。加拿大的一支球隊全部由莫霍克印第安人選手組成。另一支球隊夏姆洛克袋棍球隊（Shamrock Lacrosse Team）常被稱為溫尼伯夏姆洛克隊（Winnipeg Shamrocks），與當時的加拿大冠軍蒙特婁夏姆洛克隊（Montreal Shamrocks）無關。
原本還有一支美國球隊布魯克林新月隊（Brooklyn Crescents）參賽，但因太遲抵達對壘夏姆洛克袋隊的準決賽而被取消資格。

## 獎牌榜
| 名次 | 國家   | 金牌 | 銀牌 | 銅牌 | 合計 |
| 1    | 加拿大 | 1    | 0    | 1    | 2    |
| 2    | 美國   | 0    | 1    | 0    | 1    |

## 獎牌摘要
| 項目       | 金牌                    | 銀牌                    | 銅牌                  |
| 男子袋棍球 | 加拿大 夏姆洛克袋棍球隊 | 美國 聖路易業餘運動協會 | 加拿大 莫霍克印地安人 |

## 成績
|  | 準決賽                           | 準決賽                           | 準決賽                           |                                  |   | 決賽 | 決賽 | 決賽 |  |
|  |                                  |                                  |                                  |                                  |   |      |      |      |  |
|  | 加拿大（CAN） · 夏姆洛克袋棍球隊 | 加拿大（CAN） · 夏姆洛克袋棍球隊 | w/o1                             |                                  |   |      |      |      |  |
|  | 加拿大（CAN） · 夏姆洛克袋棍球隊 | 加拿大（CAN） · 夏姆洛克袋棍球隊 | w/o1                             |                                  |   |      |      |      |  |
|  | 美国（USA） · 布魯克林新月隊     |                                  |                                  |                                  |   |      |      |      |  |
|  |                                  | 加拿大（CAN） · 夏姆洛克袋棍球隊 | 加拿大（CAN） · 夏姆洛克袋棍球隊 | 8                                |   |      |      |      |  |
|  |                                  |                                  |                                  | 8                                |   |      |      |      |  |
|  |                                  |                                  | 美国（USA） · 聖路易業餘運動協會 | 美国（USA） · 聖路易業餘運動協會 | 2 |      |      |      |  |
|  | 美国（USA） · 聖路易業餘運動協會 | 美国（USA） · 聖路易業餘運動協會 | 美国（USA） · 聖路易業餘運動協會 | 美国（USA） · 聖路易業餘運動協會 | 2 | 2    |      |      |  |
|  | 美国（USA） · 聖路易業餘運動協會 | 美国（USA） · 聖路易業餘運動協會 |                                  |                                  |   |      |      |      |  |
|  | 加拿大（CAN） · 莫霍克印地安人   | 加拿大（CAN） · 莫霍克印地安人   | 2                                |                                  |   |      |      |      |  |

1 布魯克林新月隊因遲到被取消資格

2 聖路易業餘運動協會因抽籤結果晉級

## 選手名冊

### 夏姆洛克袋棍球隊
- 埃利·布朗夏尔
- William Brennaugh（英语：William Brennaugh）
- 乔治·布雷茨
- 威廉·伯恩斯
- 乔治·卡塔纳克
- 乔治·克卢捷
- 桑迪·考恩
- 杰克·弗莱特
- 本杰明·贾米森
- 斯图尔特·莱德劳
- 希利亚德·莱尔
- William F. L. Orris
- 劳伦斯·彭特兰

### 聖路易業餘運動協會
- J. W. Dowling
- W. R. Gibson
- Hugh Grogan（英语：Hugh Grogan）
- Philip Hess（英语：Philip Hess）
- Tom Hunter（英语：Tom Hunter (lacrosse)）
- Albert Lehman（英语：Albert Lehman）
- William Murphy（英语：William Murphy (lacrosse)）
- William Partridge（英语：William Partridge (lacrosse)）
- George Passmore（英语：George Passmore (lacrosse)）
- William T. Passmore（英语：William T. Passmore）
- W. J. Ross
- Jack Sullivan（英语：Jack Sullivan (lacrosse)）
- Albert Venn（英语：Albert Venn）
- A. M. Woods

### 莫霍克印地安人
- Black Hawk（英语：Black Hawk (lacrosse)）
- Black Eagle（英语：Black Eagle (lacrosse)）
- Almighty Voice（英语：Almighty Voice）
- Flat Iron（英语：Flat Iron）
- Spotted Tail（英语：Spotted Tail (lacrosse)）
- Half Moon（英语：Half Moon (lacrosse)）
- Lightfoot（英语：Lightfoot (lacrosse)）
- Snake Eater（英语：Snake Eater (lacrosse)）
- Red Jacket（英语：Red Jacket (lacrosse)）
- Night Hawk（英语：Night Hawk (lacrosse)）
- Man Afraid Soap（英语：Man Afraid Soap）
- Rain in Face（英语：Rain in Face）